# Biadina
La Biadina è un amaro italiano prodotto tipico di Lucca.

## Toponimo
Il nome biadina deriva dalla biada per i cavalli. La biadina è nata a Lucca nel negozio di (Giambattista Nardini) Tista, in Piazza San Michele nel quale prima lui ed in seguito il "ragazzo di bottega" Vincenzo Landucci detto "Tista" al quale era stata tramandata la ricetta del liquore, offriva ai viandanti venuti a Lucca per il mercato "un po' di biada per il cavallo, ed un po' di biadina per il cavaliere".

## Ricetta
Si tratta di un liquore dal colore ambrato scuro e dal gusto di erbe delicatamente amarognolo. La gradazione è di 27°.
La ricetta originale è molto antica e prevede una lunga macerazione di erbe aromatiche, di corteccia di Ginebona officinalis e di china (in particolare la China Massagli tipica di Lucca).

## Degustazione
Si è soliti sorbire la biadina servendola in piccoli bicchieri con sul fondo alcuni pinoli sgusciati che ne ingentiliscono la degustazione.